# Língua menominee
Menominee [mᵻˈnɒmᵻniː] (também escrita como Menomini) é uma língua Algonquina falada originalmente pelo povo  do norte de Wisconsin e Michigan. É ainda falada nas terras da nação Menominee do norte de Wisconsin, Estados Unidos.
O nome dado à tribo e à língua, Omāēqnomenew, vem da palavra para o arroz zizania que foi base da alimentação da etnia por milênios. Essa designação (como Omanoominii se estende também aos nativos Anishinaabe Ojibwa, vizinhos algonquinos do norte.
As principais características do Menominee, em comparação com outras línguas Algonquinas, são o extenso uso da vogal frontal  / æ /, seu léxico e rica forma morfológica de negação. Alguns estudiosos (como Leonard Bloomfield Bloomfield e Edward Sapir Sapir) classificaram-na como uma língua Algonquina Central baseada na sua fonologia.
Para se obterem boas fontes de informação tanto sobre os Menominees como sobre a língua, alguns recursos valiosos incluem a coleção de textos bilíngües de 1928, um gramática de 1962 e o trabalho antropológico anterior de Skinner.

## Família linguística
Menominee é uma língua Algonquina, que faz parte das línguas de Álgica. Goddard (1996) e Mithun (1999) classificam-na junto com as línguas centrais de Algonquinas e as línguas Algonquinas das planícies, junto com línguas como as Blackfoot, Cheyenne, Cree-Montagnais e línguas orientais dos Grandes Lagos como Ojibwe.
Em sua classificação mais controversa das línguas indígenas americanas, Joseph Greenberg coloca a família Álgica numa outra família que ele chama Almosan. Essa classificação foi proposta primeiramente por Edward Sapir em 1929. Este agrupa as Álgicas com outras famílias da línguas incluindo a língua Kutenai. Outros veem o Menominee como uma língua isolada. Outros supõem uma família de línguas Mosan que incluiria ainda as línguas Wakashan, Chimakuan e Salishe, proposta atualmente considerada infundada.

## Uso e revitalização
Menominee é uma língua ameaçada de extinção, tendo ainda somente uns poucos falantes fluentes. De acordo com um relatório de 1997 do “Menominee Historic Preservation Office”, 39 pessoas a falavam Menominee como primeira língua, sendo todos idosos; 26 falavam-na segundo idioma; Outros 65 tinham aprendido alguma coisa com o propósito de entender a linguagem e / ou ensiná-la a outros.
A Menominee Language & Culture Commission foi estabelecida pela Menominee Menominee Nation para promover o uso continuado da língua.Residentes da reserva de Menominee em Keshena, Wisconsin realizaram classes intensivas para aprendizes adultos e trabalharam com linguistas da Universidade de Wisconsin-Madison para documentar a língua e para desenvolver o currículo e a aprendizagem.

Em 1977, a Menominee High School, fundada quando índios da Reserva Menominee se separaram do Distrito Escolar de Gresham para abrir seu próprio distrito, começou a oferecer linguagem Menominee, tambores e dança tribal em complementação a seu programa acadêmico
.
As aulas na língua Menominee estão disponíveis localmente nos níveis pré-escolar, secundário e adulto, e no College of Menominee Nation e na University of Wisconsin Green Bay.
Em 2012, a Diocese Católica Romana de Green Bay  emitiu um pedido de desculpas a "um aluno da sétima série que foi punido depois de usar sua língua nativa Menominee na sala de aula" em Shawano, Wisconsin.

A partir de 2013, existem "seis ou sete pessoas ... capazes de conversar na língua", de acordo com um artigo no “Menominee Place Names Map”, um projeto colaborativo na Universidade de Wisconsin-Stevens Point..

## Escrita
A forma do alfabeto latino desenvolvida por missionários para o Menominee não usa as letras B, D, F, G, J, R, V, X, Z.

## Fonologia
A seguir vêm-se os fonemas do Menominee representados em IPA.  Os caracteres à esquerda indicam a forma padrão como é escrito; Caracteres para a direita são IPA (se diferir).
|                       | Labial | Alveolar | Alveolar / palatal | Velar | Glotal |
| --------------------- | ------ | -------- | ------------------ | ----- | ------ |
| Nasal oclusiva        | m      | n        |                    |       |        |
| Plosivas and Africada | p      | t        | c [t͡ʃ]             | k     | q [ʔ]  |
| Fricativa             |        | s [s~ʃ]  | s [s~ʃ]            |       | h      |
| Aproximante           |        |          | y [j]              | w     |        |

Vogais
|              | Frontal | Frontal | Central | Posterior | Posterior |
|              | curta   | longa   | curta   | curta     | longa     |
| ------------ | ------- | ------- | ------- | --------- | --------- |
| Fechada      | i       | iː      |         | u         | uː        |
| Meio fechada | e       | eː      |         | o         | oː        |
| Meio aberta  | ɛ [æ]   | ɛː [æː] |         |           | aː        |
| Aberta       |         |         | a       |           | aː        |

| Ditongos | Ditongos |
| ia       | ua       |
| -------- | -------- |

### Vogais
- As vogais longas /æː/ ou /ɛː/ são labilalizadas se a sílaba anterior tiver uma vogal posterior ou quando se seguir um consoante palatal.  O mesmo vale para /eː/
- As vogais curtas /æ/ /ɛ/ são especialmente abertas antes de h e q.
- /o/ é consistentemente alongada antes de /w/.
- /ia/ e /ua/ são tratadas como vogais longas para indicar tonicidade. Contrastam com /ja/ e /wa/.  Exemplo: uah ('Ele usa isso') é distinta de wa:h ('ovo de peixe').  /w/ no final e depois de /i/ se torna bilabial. A sílaba /wa/ pode ser usada como /o/ por alguns falantes.

Vogais são ligeiramente nasalizadas antes ou depois de /m/ ou /n/.

### Consoantes
- /t/ é post-dental
- A sibilante surda /s/ pode ser algo intermediário entre [s] e [ʃ]
- /h/ e /ʔ/ nunca são iniciais, exceto quando forma com uma vogal um semivogal, não sendo aí considerada como provavelmente fonêmica.  Final /h depois de /i/ por vezes desaparece e por vezes é substituída por /j/, como em pih, ('pá').

Consoantes, incluindo as nasais, são palatizadas antes de vogais frontais e labializadas antes de vogais posteriores.
Menominee não faz contraste entre oclusivas surdas ou sonoras e a sonorização de uma vogal que as segue é feita antes da completa abertura.

### Sílabas e tonicidade
A estrutura da sílaba em Menominee é tipicamente VC (C) ou C (C) VC (C); Sílabas não terminam em vogais. Qualquer consoante pode começar ou terminar uma sílaba, exceto  h  e  q . Os únicos clusters que podem ocorrer no final de uma sílaba são  qc  e  qs . O único cluster que pode iniciar uma sílaba é  kw .

A tonicidade primária ocorre em todas as vogais longas ou ditongos que estão na sílaba da palavra. A maioria dos compostos e formas flexionadas são tratadas como palavras simples na atribuição da tonicidade. Tonicidade retórica está na última sílaba.

### Entonação
Em uma frase interrogativa que usa palavra de pergunta, há uma subida e depois queda da entonação logo no início com uma queda no final. Em perguntas sim-não há um aumento acentuado do tom no final da frase. As modulações do tom para expressar exclamações, citações, etc. são geralmente muito mais pronunciadas em Menominee do que, por exemplo, em inglês.

## Morfologia
Substantivos existem em duas classes, animados e inanimados, marcados na inflexão pluralwhich are marked in the plural inflection.
- Animados têm final no plural em -ak (enɛ:niwak homens)
- Animados têm final no plural em -an (we:kewaman casas)

O gênero também é marcado na inflexão referencial, como na inflexão do verbo que marca o gênero do ator. (A distinção animada / inanimada geralmente, mas não necessariamente, coincide com se um objeto é animado ou inanimado)
São quatro os prefixos pessoais usados para modificar substantivos e pronomes pessoais:
- 1ª pessoa: nɛ-
- 2ª pessoa: kɛ- (usado também pra 1ª pessoa inclusiva plural)
- 3ª pessoa: o-
- indefinido: mɛ-

Certos substantivos ocorrem somente em formas de uma posse, tipicamente referindo-se a partes do corpo ou parentes, tais como "okiːqsemaw", "filho";  Kese: t , "seu (s) pé";  Mese: t , "pé de alguém". Esses afixos são usados para indicar possessão (por exemplo,  neme: h  minha irmã mais velha   neta: qsɛnem , "minha pedra"). Eles também são usados na inflexão de verbos para indicar o autor.
Os pronomes pessoais formados por esses prefixos são os seguintes:
1ª pessoa singular ("Eu"): nenah
1ª pessoa exclusive ("Nós"): nenaq
1ª pessoa inclusiva ("Nós"): kenaq
2ª pessoa singular ("tu"): kenah
2ª pessoa plural ("vós"): kenuaq
3ª pessoa singular ("ele/elas"): wenah
3ª pessoa plural ("eles/elas"): wenuaq
Substantivos e quase todos os pronomes são flexionados para singular e plural. Alguns substantivos ocorrem apenas no singular, tipicamente denotando líquidos ou outras substâncias incontáveis (por exemplo, "kahpeːh", café). O singular é frequentemente utilizado para um significado representativo, e.  Ɛːsespemaːteset omɛːqnomeneːw , "o modo como o Menomini vive".
Os substantivos também podem ser flexionados para localidades:
weːkewam, "casa"
weːkewameh, "numa casa"
yoːm, "este"
yoːs, "bem aqui"
Diminutivos podem ser formados pelo sufixo -æshs
Os substantivos de agentes (isto é, substantivos que significam alguém que faz a ação do verbo, como "trabalhador" de "trabalho", "falante" de "conversa", em inglês) são homônimos com o verbo inflectido da terceira pessoa. Assim,
anohkiːw, "trabalhado" ou "trabalhador"
moːhkotaːqsow, "ele trabalha com madeira" ou "carpinteiro"

## Sintaxe
Menominee apresenta referência de flexão.  Substantivos, verbo e objetos são flexionados para concordar em gênero, pessoa e número com quem o possui, autor, ou verbo transitivo, respectivamente.

Verbos intransitivos ocorrem tipicamente em duas formas: uma para aUtores animados, a outra para aUtores inanimados:
paːpɛhcen, "ele cai"
paːpɛhnɛn, "isso cai"
Os verbos transitivos podem ser usados com aUtores animados ou inanimados. Os verbos transitivos contêm referências flexionais tanto ao objeto como ao objeto. Uma forma do verbo existe para objetos animados e outra para objetos inanimados:
koqnɛw, "Ele o (ser vivo) teme"
koqtam, "Ele o (ser inanimado) teme"
Os verbos impessoais ocorrem sem nenhum aUtor identificável e na inflexão singular:
kɛqsiw, "Está frio"
kemeːwan, "Está chovendo"
O "kan" negador normalmente precede o verbo:  kan kemeːwanon , "não está chovendo". O negador também flexiona para certos elementos de inflexão modal: 'kasaq kemeːwanon' ', "por que, não está chovendo mais!" Ele pode ser usado sozinho para responder a uma pergunta sim-não. A partícula  poːn  é usada para negar imperativos:  poːn kasɛːhkehseh , "não seja tarde demais".

Bloomfield distingue cinco modos do verbo em Menominee, que se refletem no verbo, negador, substantivo pessoal e demonstrativo, verbos auxiliares:
- Indicativo: piːw, "ele vem"

O indicativo faz declarações. Na primeira pessoa do plural, é usado como uma exortação(imperativo primeira pessoa do plural: kenawmaːciaq, "vamos embora"!
- Quotativo: piːwen, "diz-se que ele vem"
  - O quotativo normalmente termina em –em. É usado quando o orador está afirmando algo que soube por outra pessoa ou de um sonho ou visão. É o modo usado na narrativa tradicional.
- Interrogativo: piːq, "Ele está vindo?"
  - O interrogativo é usado para perguntas sim-não.
- Presente: piasah', "Então ele está vindo"
  - O modo Presente, que normalmente termina em -esa ou -sa, enfatiza o fato de que o evento está ocorrendo no presente, em oposição ao passado ou em contraste com uma expectativa.
- Pretérito: piapah, "ele já tinha vindo"
  - O pretérito, tipicamente terminando em -epa ou -pa, enfatiza o fato de que o evento ocorreu no passado, ao contrário do presente ou em contraste com uma expectativa.